# Brithys nipponica
Brithys nipponica är en fjärilsart som beskrevs av Matsumur. Brithys nipponica ingår i släktet Brithys och familjen nattflyn. Inga underarter finns listade i Catalogue of Life.